# DN22C
De DN22C (Drum Național 22C of Nationale weg 22C) is een weg in Roemenië. Hij loopt van Murfatlar via Medgidia naar de A2 bij Cernavodă. De weg is 43 kilometer lang.

## Europese wegen
De volgende Europese weg loopt met de DN22C mee:
- Cernavodă - Murfatlar (gehele route)